# درجه یخ‌بندان

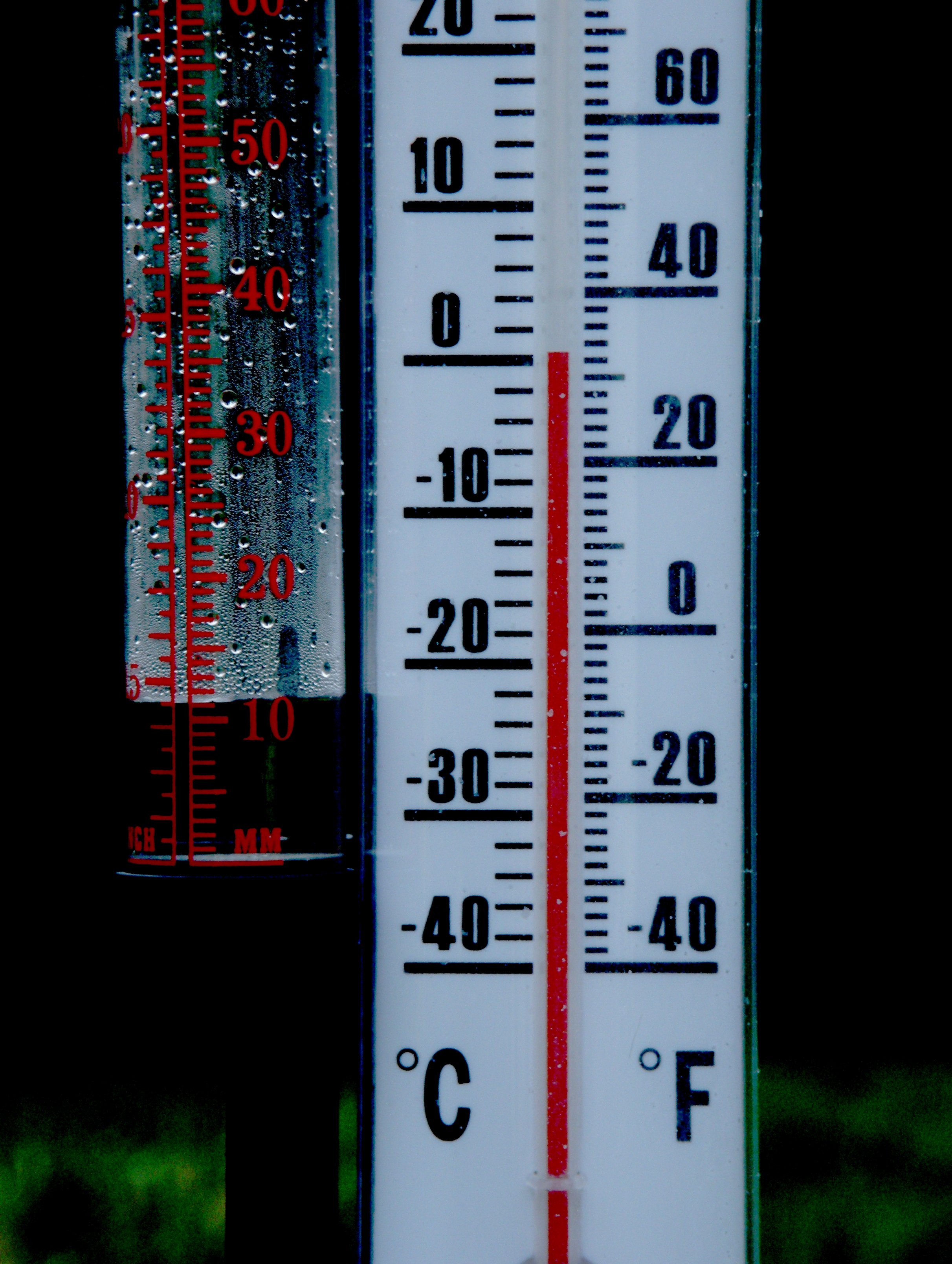
0°C = 32°F

درجه یخ‌بندان (انگلیسی: Degree of frost) یکی از یکاهای غیر استاندارد اندازه‌گیری دمای جو زمین است که نشان‌دهنده درجه‌های پایین‌تر از دمای ذوب آب (نقطه انجماد) با دمای ۰ صفر درجه سلسیوس یا ۳۲ درجه فارنهایت است. درجه در این مقیاس می‌تواند بر پایه سلسیوس یا فارنهایت باشد.
بر پایه سلسیوس، ۰ درجه یخ‌بندان برابر با همان ۰ درجه سلسیوس بوده و هر دمای دیگری به سادگی برابر با منفی مقدار آن در مقیاس سلسیوس است. بر پایه مقیاس فارنهایت، ۰ درجه یخ‌بندان برابر با ۳۲ درجه فارنهایت است. 
فرمول تبدیل:
- T [درجه یخ‌بندان] = 32 °F − T [°F]
- T [°F] = 32 °F − T [درجه یخ‌بندان]